# 박내주
박내주(1981년 5월 8일 ~)은 대한민국의 헤어 디자이너이다.

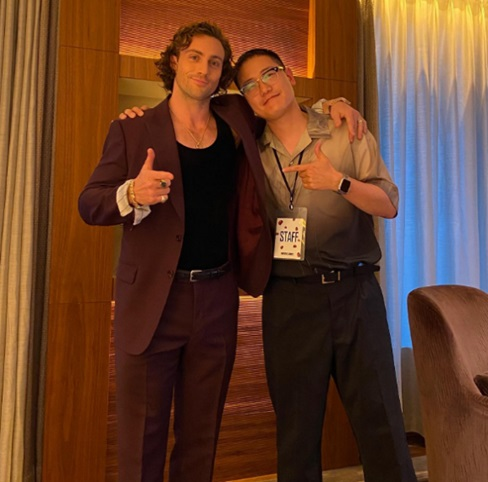
애런 존슨 헤어 메이크업

## 상세
BTS, EXO, 트와이스, 수지 등 국내 최상급 셀럽들의 헤어 메이크업을 담당하였고, 원정요 메이크업 디자이너와 만나 2018년 빗앤붓을 설립했다. 빗앤붓은 헤어 메이크업의 필수 도구인 빗과 붓에서 착안해 이름 지었다고 한다. 국내 셀럽 뿐만 아니라 안도 사쿠라, 애런 존슨 등의 저명한 해외 셀럽을 담당하기도 했다.

## 경력
| 국내 | 담당   | BTS         | 엑소          | 트와이스  | NCT    | 몬스타엑스 |
| 국내 | 담당   | 소유        | 더보이즈      | 서현      | 노정의 | 혜리       |
| 국내 | 담당   | 세븐틴      | 골든차일드    | 르세라핌  | 심은경 |            |
| 국내 | 빗앤붓 | 지창욱      | 하석진        | 이다희    | 박나래 | 이국주     |
| 국내 | 빗앤붓 | 크래비티    | 염정아        | 전소미    | 박보검 | 박지현     |
| 국내 | 빗앤붓 | 백호        | 알티          | 트래저    |        |            |
| 해외 | 해외   | 안도 사쿠라 | 엠마 마이어스 | 애런 존스 |        |            |

## 기타
- 2023 '돈워시트리트먼트' 개발[5]

- 2024 글로벌 뷰티그룹 로레알 앰버서더